# Домингос да Силва
Домингос Ремедиос да Силва (порт. Domingos Remedios Da Silva; 12. новембар 1999) источнотиморски је пливач чија ужа специјалност су спринтерске трке слободним стилом. 

## Спортска каријера
Да Силва је дебитовао на међународној сцени као један од учесника Светског првенства у малим базенима одржаном у кинеском Хангџоуу 2018. где је заузео званично последње 109. место у квалификацијама трке на 100 слободно. 
На светским првенствима у великим базенима је дебитовао у корејском Квангџуу 2019, а своју квалификациону трку на 100 слободно испливао је у времену од 1:06,71 минута што је било довољно за претпоследње 119. место. 